# Jevrejska (Novi Sad)
Jevrejska (v srbské cyrilici Јеврејска), doslova v češtině Židovská, je ulice v srbském městě Novi Sad. Nachází se jihozápadně od středu města. Její celková délka je 250 m.
Ulice má svůj název podle místní novosadské synagogy, na které stojí. Mimo jiné se zde nachází také ještě budova zeměměřičského ústavu.
Ulice má podobu šestiproudé rušné třídy, která je obklopena nízkou zástavbou, většinou přízemními domy. Vznikla nejspíše z původní silnice, která spojovala historické centrum Nového Sadu s nedalekým městem Futog. Na svém severovýchodním konci je nápadně zúžená. Má typickou alej, kterou tvoří platany.